# Botanički vrt u Modrić-docu podno Zavižana
Botanički vrt u Modrić-docu podno Zavižana je botanički vrt podno Zavižana.
Osnovao ga je 1967. hrvatski botaničar Fran Kušan. Botanički vrt u Modrić-docu bio je dijelom projekta dr Frana Kušana, potpredsjednika Hrvatskog planinarskog društva, kojim je zamislio osnovati botaničke vrtove alpinume diljem Hrvatske u kojima bi se skupilo bogatu floru hrvatskih planina. 